# Batalla de Castellfollit (1657)
La batalla de Castellfollit tingué lloc el 1657, a la fi de la guerra dels Segadors, quan les tropes franceses que assetjaven el Castell de Castellfollit, situat a Castellfollit de la Roca, la Garrotxa, per intentar recuperar el castell que el seu governador havia cedit a les forces hispàniques foren derrotades.

## Antecedents
Després de diverses escaramusses a la frontera, les tropes del Duc de Candale van avançar fins a Mataró, ocupant moltes poblacions catalanes, entre elles Blanes. Les tropes hispàniques es tancaren a Barcelona i com que Candale no tenia prou recursos (ni artilleria, ni prou tropes) decidí retornar el seu exèrcit al nord de Catalunya.
Mentrestant les tropes hispàniques, en direcció a La Seu d'Urgell van ocupar Olot, i el governador Goumin de Castellfollit de la Roca va vendre la plaça als castellans, però en quant l'exèrcit ocupant va marxar, els francesos van reocupar Olot i van posar setge a Castellfollit de la Roca, que estava bloquejat ja pels miquelets de França. Hi arribaven les tropes de Louis-Charles de Nogaret de Foix, el duc de Candale, i de Josep Margarit i de Biure, que venien de Blanes i 2 canons de batre.

## Exèrcit hispànic
- Regiment de la Guàrdia de Sa Majestat
- Terç del Comte d'Humanes
- Terç de Barcelona (Mestre de Camp Josep Galcerán i de Pinós)
- Terç irlandès de Dennis O'Byrne (Dionisio Oberny)
- 4 batallons de cavalleria comandats per Alejandro Morera
- Tropes de Prospero Tutavila (1000 infants que podrien incloure el Terç irlandès i 700 cavalls)

## Exèrcit francès
Comandat pel Duc de Candale
- 4 escuadrons d'infanteria (un format pels regiments de Champagne i La Reine)
- 8 batallons de cavalleria (regiments de cavalleria de Piloy (Format en 2 batallons) i de Prospero Gonzaga)
- 2 canons de batre amb 90 infants i 40 genets d'escorta. Comandats per Josep Margarit.

Una altra part comandada per Monsieur de "Butère" (assetjant Castellfollit)

## Batalla
Francisco de Orozco, el marquès de Mortara es va dirigir des de Girona i els infligí una forta desfeta, causant set-centes baixes i la pèrdua de tota l'artilleria.

## Conseqüències
L'exèrcit francés es va haver de retirar al Rosselló.